# Gotha G.I
Gotha G.I byl německý dvouplošný dvoumotorový bombardér používaný jednotkami Luftstreitkräfte na počátku první světové války.

## Historie
Oskar Ursinus, zakladatel a editor německého leteckého časopisu Flugsport, začal v roce 1914 s vývojem velkého dvoumotorového hydroplánu. V létě téhož roku byl Ursinus odveden do armády, kde návrh svého letounu přepracoval dle požadavků na kategorii Kampfflugzeug - bitevní letoun určený k útoku na pozemní cíle. Vzhledem k tomu, že byl letoun nejprve navržen jako hydroplán, měl vysoko posazený štíhlý trup spojený s horním křídlem a díky tomu měla posádka velmi dobrý výhled. Dva motory Benz Bz.II o výkonu 100 k (75 kW) byly posazeny poměrně blízko sebe na dolním křídle. Tím se minimalizovaly nepříjemné důsledky nerovnoměrného tahu obou vrtulí, stejně tak při výpadku jednoho z motorů byl letoun přece jen o něco lépe ovladatelný. Motory i posádku chránilo 200 kg těžké pancéřování.
Prototyp, který byl zalétán v lednu 1915, se vyznačoval těžkou ovladatelností, nedostatečným výkonem motorů i chabou pevností konstrukce, což mělo za důsledek mnohá nebezpečná přistání. Přesto Idflieg podepsal objednávku na sériovou výrobu u firmy Gothaer Waggonfabrik AG, která od Ursinuse zakoupila licenci. Šéfkonstruktér továrny Hans Burkhard konstrukci letounu přepracoval a zjednodušil. Tato přepracovaná verze se stala známou jako Gotha-Ursinus-Heeresflugzeug, nebo zkráceně GUH a později dostala název Gotha G.I či Gotha-Ursinus G.I. První sériový stroj opustil výrobní haly v červenci 1915. Tato verze letounu již byla poháněna dvěma silnějšími motory Benz Bz.III o výkonu 150 k (112 kW). Do konce roku 1915 firma Gothaer Waggonfabrik vyrobila celkem asi 20 kusů G.I.

## Specifikace (s motory Benz Bz. III)

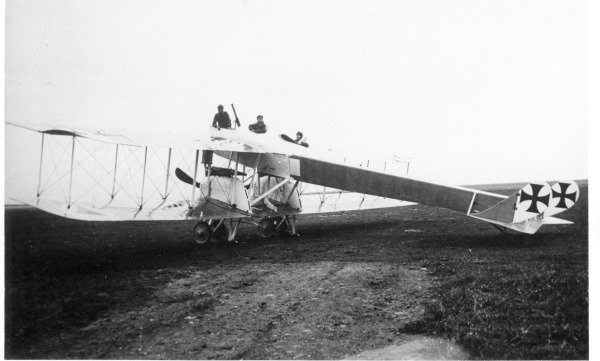
Gotha G.I

### Technické údaje
- Osádka: 1 pilot, 2 pozorovatelé/bombometčíci
- Rozpětí horního křídla: 22 m
- Rozpětí dolního křídla: 19,7 m
- Délka: 12,9 m
- Výška: 3,9 m
- Nosná plocha: 82 m²
- Vzletová hmotnost : 2810 kg
- Pohonná jednotka: 2 × řadový šestiválec Benz Bz.III
- Výkon pohonné jednotky: 150 k (112 kW)

### Výkony
- Maximální rychlost: 130 km/h
- Dostup: 2700 m
- Stoupavost: 1,4 m/s
- Dolet: 540 km

### Výzbroj
- 1 × kulomet Parabellum MG14 ráže 7,92 mm